# Vladimir Kuts
Vladimir Petrovich Kuts (em russo:  Владимир Петрович Куц) (Aleksino, 7 de fevereiro de 1927 — Moscou, 16 de agosto de 1975) foi um atleta soviético. 
Kuts, que também foi oficial das forças armadas durante sua carreira de atleta, competiu pela primeira vez em 1954. No Campeonato Europeu de Atletismo em Berna, conquistou uma vitória inesperada nos 5000 metros ao superar a estrela checa Emil Zátopek, com o recorde mundial da prova.
Para os Jogos Olímpicos de Verão de 1956, em Melbourne, Kuts chegou como um dos favoritos na provas de fundo (5000 e 10000 metros). Seu maior rival nos 5000 metros era o britânico Gordon Pirie, adversário que havia quebrado o recorde mundial antes do início dos Jogos. Em sua primeira final, nos 10000 metros, Kuts liderou desde a largada e venceu a prova com certa facilidade. Cinco dias depois na final dos 5000 metros, Kuts ganhou sua segunda medalha de ouro olímpica.
Em 1957, Kuts cravou 13:35.0 nos 5000 metros, recorde mundial que só foi quebrado em 1965 por Ron Clarke. Após competir em alto nível durante anos, Kuts retirou-se do atletismo em 1959. Morreu após um ataque no coração em agosto de 1975.
Foi também recordista mundial dos 10.000 metros entre 1956 e 1960.

## Referência
- From a Newbie to Master of Sport, Sportlib.ru, 27 de dezembro de 2004. (em russo).